# Konrad Johannesson
Konrad Johannesson (né le 10 août 1896 à Glenboro au Canada — mort le 28 octobre 1968 à Winnipeg) est un joueur canadien de hockey sur glace qui évolue au poste de défenseur.
Lors de la Première Guerre mondiale, il s'engage dans l'armée canadienne et rejoint par la suite le Royal Flying Corps.
En 1920, il participe au premier tournoi olympique après avoir remporté la Coupe Allan avec les Falcons de Winnipeg ; les Falcons remportent les trois rencontres qu'ils jouent lors du tournoi et gagnent la première médaille olympique de hockey de l'histoire. Par la suite, il joue quelques années en tant que professionnel avant de devenir instructeur pour des pilotes.

## Biographie

### Son enfance
Konrad est né le 10 août 1896 à Glenboro, Manitoba au Canada ; il est le fils de Jónas Jóhannesson et de Rósa Einarsdóttir. Il suit des études d'ingénieur au sein de l'Université du Manitoba et se passionne très tôt pour les avions.
Il commence sa carrière amateur en 1913-1914 en jouant dans la Manitoba Hockey League pour les Falcons de Winnipeg ; les joueurs de l'équipe sont tous des enfants d'immigrants d'Islande mais qui ne sont pas admis dans les autres équipes de Winnipeg en raison de préjugés raciaux. Johannesson et son ami d'enfance, Frank Fredrickson, rejoignent les Falcons qui viennent de terminer leur première saison à la dernière place du classement.
Au début de la saison 1914-1915, Walter Byron rejoint l'équipe pour occuper le poste de gardien de but et les Falcons finissent en tête du classement. Fredrickson, le capitaine des Falcons, inscrit treize buts, le meilleur total de la MHL cette année.
Depuis 1914, le Canada est engagé dans la Première Guerre mondiale et, en mars 1916, Johannesson s'engage dans l'armée Canadienne et il souhaite rejoindre les rangs du Royal Flying Corps. La majeure partie de l'équipe s'engage également et ils jouent la saison 1916-1917 dans le 223rd, the Scandinavian-Canadian Battalion. Le 223rd Battalion, il rejoint en avril 1917 l'Angleterre et entre dans le Royal Flying Corps en septembre de la même année ; par la suite, Johannesson est envoyé en Égypte pour prendre des cours de pilotage d'avion puis devient instructeur. Une fois la guerre terminée, Johannesson rentre au Canada en mai 1919,.

### De retour de Guerre, la Coupe Allan

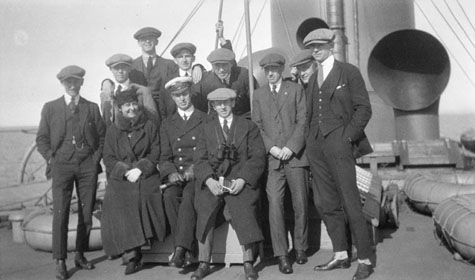
Les Falcons de Winnipeg sur le bateau les emmenant en Belgique pour les Jeux olympiques d'été de 1920.

Une fois la guerre finie, les joueurs des Falcons sont de retour à Winnipeg et ils retrouvent leur ligue pour la saison 1919-1920 ; en plus des Falcons, deux équipes participent aux matchs de la saison : les Brandon Wheat City et les Selkirk Fishermen. Les Falcons battent les Fishermen pour le titre de champions de la ligue sur le score de 5-3. Ils battent par la suite les Fort William Maple Leafs en deux rencontres sur le score de 16 à 2 pour devenir les champions du hockey de l'Ouest du Canada.
Les Falcons réalisent le voyage jusqu'à Toronto pour jouer la finale de la Coupe Allan contre l'Université de Toronto, la meilleure équipe de l'est ; deux rencontres sont prévues et les joueurs de Winnipeg remportent les deux sur le score de 8-3 puis de 3-2 pour gagner la série et la Coupe Allan au total de buts sur le score de 11-5 devant plus de 800 entrées payantes. Lors du deuxième match, Johannesson inscrit le premier but des siens
En janvier 1920, le Comité international olympique annonce que lors des futurs Jeux olympiques d'été, qui sont prévus de démarrer en avril 1920 à Anvers en Belgique, une compétition de hockey aura lieu entre les différentes nations. Les dirigeants du hockey au Canada, n'ayant pas le temps de réaliser une sélection et de les habituer à jouer ensemble, décident d'envoyer les vainqueurs de la Coupe Allan comme représentants.
Le dernier match de la finale de la Coupe ayant lieu le 30 mars, soit moins d'un mois avant les premiers matchs de la compétition de hockey, les Falcons n'ont pas le temps de rentrer chez eux avant quitter les États-Unis ; ils font donc appel à la générosité de la communauté du hockey de Toronto pour s'acheter des nouvelles affaires ainsi qu'un équipement uniforme avant de quitter le Canada pour rejoindre par train Montréal puis de là Saint-Jean avant de prendre le bateau pour l'Europe le 3 avril. Les Falcons arrivent à Liverpool le 12 avril puis à Londres quelques jours plus tard avant d'enfin arriver à Anvers le 16 avril.

### Les Jeux olympiques de 1920
« All through the tournament we tried to limit ourseleves to 14 or 15 goals a game against European teams. Believe me, it was difficult but we managed to stay within reasonable bounds. »
— Frank Fredrickson

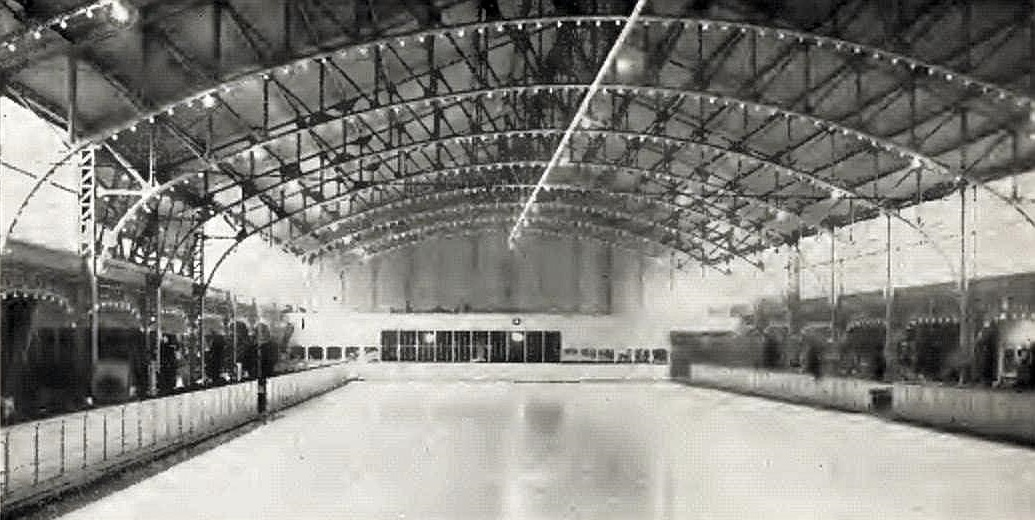
La patinoire d'Anvers où se jouent les Jeux olympiques.

Comme sept équipes participent au tournoi, il est décidé de distribuer les médailles selon le « système Bergvall » : l'une des sept équipes est tirée au sort et exemptée du premier tour – la France. La première phase se joue avec six matchs au premier tour puis les trois vainqueurs et l'équipe exempte du premier tour se rencontrent. Une finale est organisée à l'issue de laquelle, la médaille d'or est donnée à la meilleure équipe. Par la suite, les trois équipes éliminées par l'équipe championne participent à une deuxième phase avec une équipe exemptée de premier tour. L'équipe qui sort victorieuse de ce tour reçoit la médaille d'argent. Enfin, les trois équipes éliminées par les deux équipes médaillées se rencontrent dans une troisième phase afin d'attribuer la médaille de bronze.
En quarts de finale, les Falcons jouent contre l'équipe de Tchécoslovaquie le 25 avril ; Haldor Halderson inscrit sept buts, Fredrickson quatre, Magnus Goodman deux et Allan Woodman un chacun tandis que Johannesson compte également un but pour un blanchissage 15-0 de l'équipe du Canada. Au deuxième tour, la Suède élimine la France sur le score de 4-0 alors que le Canada joue contre les États-Unis, tombeurs des Suisses en quart de finale 29-0.
La rencontre la plus attendue du tournoi entre les Américains et les Canadiens a lieu le 25 avril et est arbitrée par le Français Alfred de Rauch. Les deux équipes se neutralisent lors de la première moitié du match ; lors de la deuxième mi-temps, Fredrickson est le premier à tromper Raymond Bonney, le portier américain, puis Johanneson l'imite pour donner la victoire aux siens 2-0 et un nouveau blanchissage de Byron,.
La finale de ce premier tournoi olympique oppose donc les Falcons de Winnipeg à l'équipe de Suède, équipe qui ne compte que quelques joueurs de hockey, les autres étant des joueurs de bandy. La rencontre est jouée le 26 avril : au bout d'un peu moins de dix minutes, le Canada mène déjà avec 3-0 quand Einar Svensson trompe pour la première et dernière fois du tournoi Byron ; les Falcons remportent la médaille d'or en gagnant le match sur le score de 12-1 avec sept buts inscrits par leur capitaine.
Cinq ans plus tard, le CIO déclare que finalement, le tournoi de 1920 n'était pas un tournoi officiel et que la médaille d'or remportée par le Canada ne compte pas. Par la suite, le résultat sera rétabli et la médaille d'or officiellement remportée par le Canada.

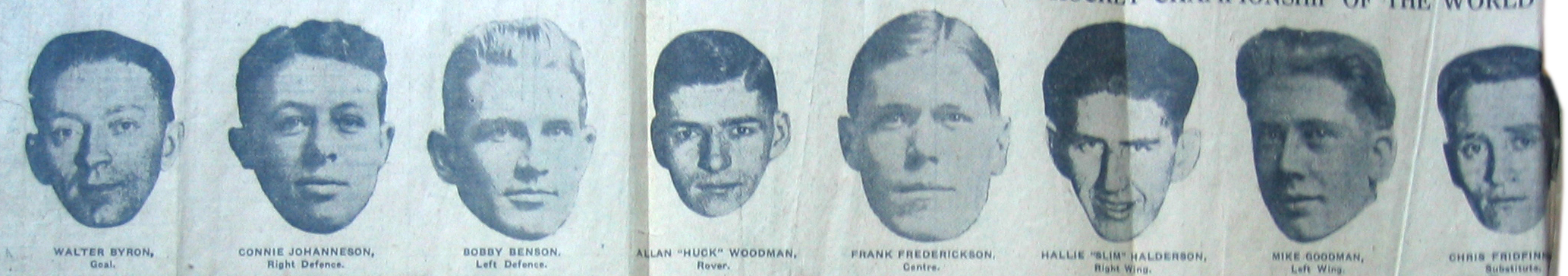
L'équipe des Falcons de Winnipeg, médaille d'or olympique en 1920.
De gauche à droite : Byron - Johannesson - Benson - Woodman - Fredrickson - Halderson - Goodman - Fridfinnson

### Suite de sa carrière
En 1925, il rejoint les Maroons de Winnipeg dans la Ligue centrale de hockey. Au cours de la saison suivante, il joue dans trois équipes différentes : les Maroons de Winnipeg ainsi qu'avec les Saints de Saint Paul de l'Association américaine de hockey ; il joue également pour les Warriors de Moose Jaw.
En 1928-1929, il accepte un contrat professionnel pour une saison avec les Eskimos de Seattle pour une saison dans la Prairie Hockey League. 
Entre 1929 et 1934, il est instructeur et directeur pour le Winnipeg Flying Club ; lors de la Seconde Guerre mondiale, au sein de sa société, Johannesson Flying Service, il donne des cours en Islandais à des étudiants souhaitant intégrer l'Aviation royale du Canada.